# Peter Spears
Pour les articles homonymes, voir Spears.
Peter Spears est un acteur, producteur et réalisateur américain né le 29 novembre 1965 à Kansas City.

## Filmographie
Acteur
- 1991 : Pink Lightning de Carol Monpere : Greg
- 1992 : Murder Without Motive: The Edmund Perry Story de Kevin Hooks : un surveillant étudiant
- 1992 : Something to Live for: The Alison Gertz Story (en) de Tom McLoughlin : Peter
- 1993 : Code Quantum (Quantum Leap), épisode Docteur Ruth (5-14) : Doug Bridges / Reiser
- 1993 : Les Aventures du jeune Indiana Jones (The Young Indiana Jones Chronicles), épisode New York, juin-juillet 1920 : le scandale de 1920 (2-8) : Robert Benchley
- 1993 : Café Americain (en), épisode pilote (1-1) : Mark Durgin
- 1994 : Matlock, 2 épisodes : Barry Feldman
- 1994 : Les Cris du cœur (en) (Cries from the Heart) de Michael Switzer (en) : Jeff
- 1995 : Le Père de la mariée 2 de Charles Shyer : Dr Wagner
- 1996 : Urgences, épisode Naissances (2-15)
- 1996 : Friends, épisode Celui qui embrassait mal (2-24) : Joel
- 1997 : Sexe et autres complications (The Opposite of Sex) de Don Roos : Dr Allen
- 1997 : Un nouveau départ pour la Coccinelle (The Love Bug) de Peyton Reed : Dr Gustav Stumpfel (jeune)
- 1999 : La croisière s'amuse, nouvelle vague (Love Boat: The Next Wave), épisode Jalousies (2-10) : Jeff Blessing
- 2001 : Macho Man (Some of My Best Friends), 2 épisodes : Terry
- 2003 : Tout peut arriver de Nancy Meyers : Danny Benjamin
- 2004 : Les Experts : Miami (CSI: Miami), épisode Mort à la une (2-19) : Josh Dalton
- 2017 : Call Me by Your Name de Luca Guadagnino : Isaac
- 2020 : Sublet d'Eytan Fox : David
- 2020 : Nomadland de Chloé Zhao : Peter

Producteur
- 1996 : Le Bar de l'angoisse (en) (Nightmare Cafe), 6 épisodes
- 1996 : Scream, Teen, Scream de Josh Rosenzweig
- 2007 : John from Cincinnati, 9 épisodes
- 2014 : Until We Could de David Lowery et Yen Tan (en)
- 2017 : Call Me by Your Name de Luca Guadagnino
- 2019 : De fil et de sang (Sew Torn) de Freddy Macdonald
- 2020 : Nomadland de Chloé Zhao

Réalisateur
- 2002 : Ernest & Bertram (en)
- 2007 : Careless